# Fonte do Dique do Tororó
A fonte do Dique do Tororó é um fontanário situado na margem oeste do Dique do Tororó, em Salvador, mais especificamente na avenida Costa e Silva. Funcionou como fonte de água até a instalação da rede de distribuição na avenida Joana Angélica no início do século XX. Encontra-se como estrutura histórica tombada pelo Instituto do Patrimônio Artístico e Cultural da Bahia, órgão do governo do estado da Bahia, sob o Decreto n.º 28.398/1981.
O fontanário foi construído pelo engenheiro Antônio Lacerda, com o auxílio de seu irmão também engenheiro Augusto Frederico de Lacerda, quando mordomo do Asilo dos Expostos no período de 1871/81. Foi inaugurado em 21 de fevereiro de 1875 e funcionou até a instalação da rede de distribuição de água na avenida Joana Angélica no começo do século XX.
De acordo com o Inventário de proteção do acervo cultural da Secretaria de Indústria e Comércio da Bahia, o fontanário do Dique do Tororó se diferenciava dos demais porque "em lugar da água ser elevada por balde suspenso em roldana como é comum nas fontes deste tipo, foi desde o início instalado um sistema de bomba manual que recalcava a água encosta acima", o que facilitava o recolhimento de água por seus usuários. Além disso, o estilo arquitetônico "fechado" impedia a poluição por detritos.